# Le Cloître-Saint-Thégonnec

Le Cloître-Saint-Thégonnec este o comună în departamentul Finistère, Franța. În 1 ianuarie 2022 avea o populație de 644 de locuitori.